# Abdelhaq Nadir
Abdelhaq Nadir (arabisch عبد الحق ندير, DMG ʿAbd al-Ḥaqq Nadīr; * 15. Juni 1993 in Casablanca) ist ein marokkanischer Boxer, der sich im Halbweltergewicht zur Teilnahme an den Olympischen Spielen 2020 in Tokio qualifizierte. Er wurde im Februar 2021 auf Platz 5 der Weltrangliste geführt.

## Boxkarriere
Abdelhaq Nadir bestritt im Februar 2016 und im Februar 2017 jeweils einen Kampf für das Team Morocco Atlas Lions in der World Series of Boxing und war zudem Teilnehmer der Afrikameisterschaften 2017.
Bei den Mittelmeerspielen 2018 gewann er die Silbermedaille im Halbweltergewicht und bei den Afrikaspielen 2019 die Goldmedaille im Leichtgewicht, wobei er unter anderem Jonas Junias und Richarno Colin besiegen konnte.
Im Februar 2020 schied er bei der afrikanischen Olympiaqualifikation erst im Halbfinale knapp mit 2:3 gegen den späteren Gewinner Jonas Junias aus und qualifizierte sich damit für die Olympischen Spiele 2020 in Tokio. Bei den Spielen unterlag er in der Vorrunde gegen Richarno Colin.
2022 gewann er Bronze bei den Mittelmeerspielen und den Afrikameisterschaften, sowie 2023 erneut Bronze bei den Afrikameisterschaften. 2023 war er Teilnehmer der Weltmeisterschaften in Taschkent und 2024 Gewinner der Afrikameisterschaften.